# Clan Abercromby
El clan Abercromby o clan Abercrombie, és un clan escocés de les terres altes i baixes escoceses. Els Abercrombie eren propietaris de les terres de la parròquia del mateix nom de Fife. La primera menció del clan a les fonts històriques es remunta al 1296, quan William de Abercrombie, entre altres nobles escocesos, va signar el Raghman Roll, jurant així lleialtat al rei Eduard I (Longshanks) d'Anglaterra.
Sir Ralph Abercromby, tinent general, va ser un comandant notable durant les guerres de la revolució francesa que va reformar en gran manera l'exèrcit britànic. La seva vídua va ser rebre el títol de baronessa Abercromby el 1801.